# Vo'
Vo', também chamada de Vo' Euganeo, é uma comuna italiana da região do Vêneto, província de Pádua, com cerca de 3.404 habitantes. Estende-se por uma área de 20 km², tendo uma densidade populacional de 170 hab/km². Faz fronteira com Agugliaro (VI), Albettone (VI), Cinto Euganeo, Galzignano Terme, Lozzo Atestino, Rovolon, Teolo.

## Demografia
| Variação demográfica do município entre 1861 e 2011                               |
|                                                                                   |
| Fonte: Istituto Nazionale di Statistica (ISTAT) - Elaboração gráfica da Wikipedia |